# قلی‌لاله علیا
قلی‌لاله علیا، روستایی از توابع بخش قلقل‌رود شهرستان تویسرکان در استان همدان ایران است.

## جمعیت
این روستا در دهستان قلقل‌رود قرار دارد و براساس سرشماری مرکز آمار ایران در سال ۱۳۹۵، جمعیت آن ۵۹ نفر (۱۴ خانوار) بوده است.